# Wiesław Leszek
Wiesław Leszek (ur. 6 września 1937 w Rzeczycy, zm. 14 marca 2022 w Poznaniu) – profesor Politechniki Poznańskiej, specjalista w zakresie tribologii, fizykochemii powierzchni oraz metodologii badań empirycznych.

## Życiorys
Pochodził z rodziny nauczycielskiej. Po dzieciństwie spędzonym na Lubelszczyźnie przeniósł się do Poznania, gdzie ukończył III Liceum Ogólnokształcące (1953). W 1958 ukończył studia chemiczne na Uniwersytecie im. Adama Mickiewicza. W 1960 podjął pracę na Wydziale Mechanizacji Rolnictwa Politechniki Poznańskiej, gdzie doktoryzował się w 1968 i habilitował w 1974 (inżynieria materiałowa). W 1989 został profesorem nadzwyczajnym. Był pracownikiem naukowo-dydaktycznym Instytutu Maszyn Roboczych i Pojazdów Samochodowych Politechniki Poznańskiej, a także autorem prac z zakresu metodologicznych problemów badań empirycznych. Pełnił m.in. funkcje zastępcy dyrektora instytutu, jak również kierownika zakładu. Kierował projektami badawczymi o istotnym znaczeniu dla rozwoju wiedzy i gospodarki. Na emeryturę przeszedł w 2007.
Był autorem około dwustu publikacji, w tym około dwudziestu monografii i kilkunastu rozdziałów w wydawnictwach książkowych.
Pochowany został 22 marca 2022 roku na Cmentarzu Junikowskim.

## Zainteresowania naukowe
Do jego głównych zainteresowań naukowych należały:
- zastosowanie izotopów promieniotwórczych w badaniach procesów technologicznych w przemyśle spożywczym,
- ujednorodnianie oraz segregacja sypkich mieszanin,
- elementarne zjawiska tarcia, zużycia i smarowania,
- metodologia badań tribologicznych,
- trwałość i niezawodność maszyn narażonych na oddziaływania tarciowe[2].

## Odznaczenia
Został odznaczony:
- Krzyżem Kawalerskim Orderu Odrodzenia Polski[1][4],
- Odznaką Honorową Miasta Poznania,
- Medalem KEN[2],
- Medalem im. Profesora Stefana Ziemby przyznawanego za osiągnięcia naukowe w dziedzinie eksploatacji maszyn (pierwszy laureat)[4][5].